# Viola pulvinata
Viola pulvinata är en violväxtart som beskrevs av K. Reiche.. Viola pulvinata ingår i släktet violer, och familjen violväxter. Inga underarter finns listade i Catalogue of Life.